# جولیو استیوال
جولیو استیوال (ایتالیایی: Giulio Stival؛ ‏ ۴ مارس ۱۹۰۲ – ۱ آوریل ۱۹۵۳) یک هنرپیشه اهل ایتالیا بود.
از فیلم‌هایی که وی در آن نقش داشته‌است، می‌توان به شنل، سه داستان ممنوعه، زن اغواگر، نغمه‌های جاویدان و آن بالابالاها اشاره کرد.